# Jean-Pierre Barboni
Jean-Pierre Barboni (sinh ngày 6 tháng 9 năm 1958) là cựu cầu thủ bóng đá Luxembourg chơi ở vị trí tiền vệ.